# Institut de Física Corpuscular
L'Institut de Física Corpuscular (IFIC) és un centre d'investigació del Consell Superior d'Investigacions Científiques (CSIC) i de la Universitat de València dedicat a la recerca experimental i teòrica de la física de partícules, la física nuclear, la cosmologia, la física d'astropartícules i la física mèdica.
Es troba localitzat al parc científic de la Universitat de València, a la ciutat de Burjassot.
Ocupà el quinzè lloc de 80 posicions al rànquing mundial Biblioranking fundamental physics del 2018 quant a aportació a la física fonamental, sent el primer centre de l'Estat Espanyol.

## Història
La tardor de 1950 el catredràtic Joaquin Català formà un grup a València d'estudi del nucli atòmic i de les partícules elementals mitjançant l'emulsió nuclear. Català havia treballat amb el premi Nobel de Física Cecil Frank Powell a Bristol (Anglaterra) el qual havia desenvolupat la tècnica per detectar partícules en els raigs còsmics.
Inicialment, aquest grup liderat pel professor Català, operava com una divisió local de l'Institut d'Òptica Daza de Valdés que també pertanyia al CSIC. Entre els científics que treballaven amb Català, emergí la figura de Fernando Senent, qui es convertiria en el successor de Català, dirigiria l'Institut i elaboraria la primera tesi a Espanya sobre partícules experimentals i física nuclear.
Als anys 60, l'Institut adoptaria el seu nom actual i les sigles IFIC, i és un dels Instituts experimentals de física més antics d'Espanya.